# Campitello
Ne doit pas être confondu avec Campitello di Fassa.
Campitello est une commune française située dans la circonscription départementale de la Haute-Corse et le territoire de la collectivité de Corse. Le village appartient à la piève de Costiera.

## Géographie

### Localisation
Campitello se situe dans un territoire appelé jadis piève de Bigorno ou de Costiera. Celle-ci comprenait les villages de Bigorno, Lento, Campitello, Volpajola et Scolca.
Campitello ainsi que les autres villages de la Costiera, sont bâtis à l'adret de la vallée du Golo, avec une exposition méridionale.
La commune se trouve dans l'Aire d'attraction de Bastia et dans la zone d'emploi de cette ville, ainsi que dans le bassin de vie de Borgo.

### Communes limitrophes
Les communes limitrophes sont  Bigorno, Bisinchi, Campile, Murato, Scolca et Volpajola.

### Géologie et relief
La superficie de la commune est de 8,22 km2 ; son altitude varie de 112  à   1 231 mètres.
Comme toutes les autres communes de la Costiera, Campitello occupe une bande de territoire s'étendant au nord, depuis la ligne de crête reliant la chaîne montagneuse du Tenda à l'ouest à celle de Stella à l'est (le plus haut sommet en est Cima allo Spazzuolo (en langue corse Cima à u Spazzolu - Scolca), culminant à 1 234 m, jusqu'au lit du fleuve Golo au sud.

### Hydrographie

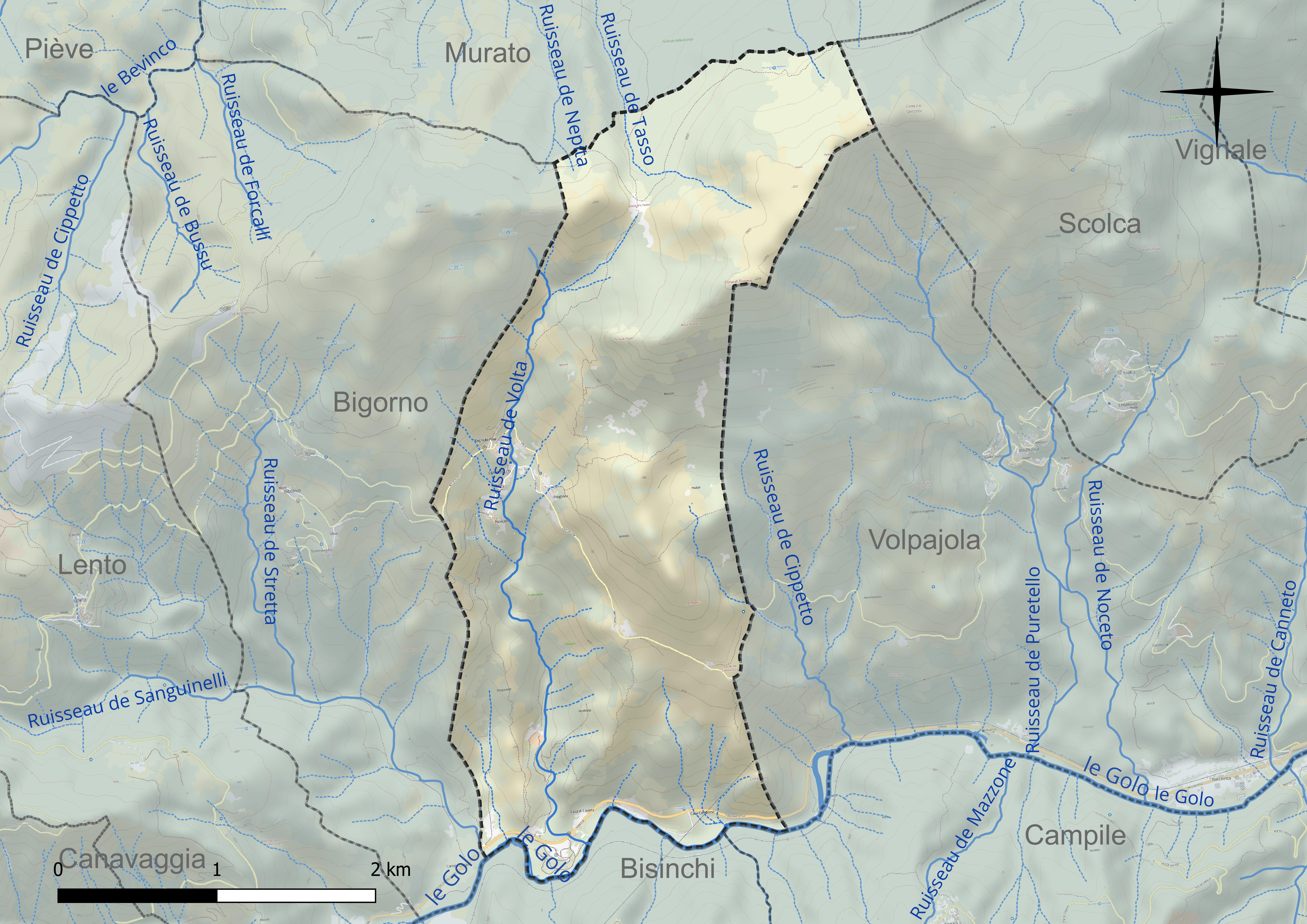
Carte hydrographique de la commune.

Le Golo, le plus grand fleuve de Corse, qui se jette dans la mer Tyrrhénienne, sur les 3 km environ de son parcours au sud de la commune, est le principal cours d'eau. Il reçoit les eaux du ruisseau de Volte au lieu-dit Accendi Pipa (ce ruisseau porte en amont les noms de ruisseau de Casalese et de ruisseau de Vadoni).

### Paysages
Composé de deux hameaux au-dessus de Haute-Corse, la commune est entourée par le maquis, ainsi qu'une partie de la forêt de Valle Grosso et quelques hauts sommets.
Au nord-est, une superficie du territoire à plus de 1 000 m d'altitude, est couverte par l'extrémité occidentale de la forêt territoriale de Stella.

## Urbanisme
Quoique composite, le bâti est dans l'ensemble ancien. La plupart des habitations sont construites en schiste, moellons et enduits, avec toits de lauze et des murs crépis.

### Typologie
Au 1er janvier 2024, Campitello est catégorisée commune rurale à habitat dispersé, selon la nouvelle grille communale de densité à sept niveaux définie par l'Insee en 2022.
Elle est située hors unité urbaine. Par ailleurs la commune fait partie de l'aire d'attraction de Bastia, dont elle est une commune de la couronne,. Cette aire, qui regroupe 93 communes, est catégorisée dans les aires de 50 000 à moins de 200 000 habitants,.

### Occupation des sols

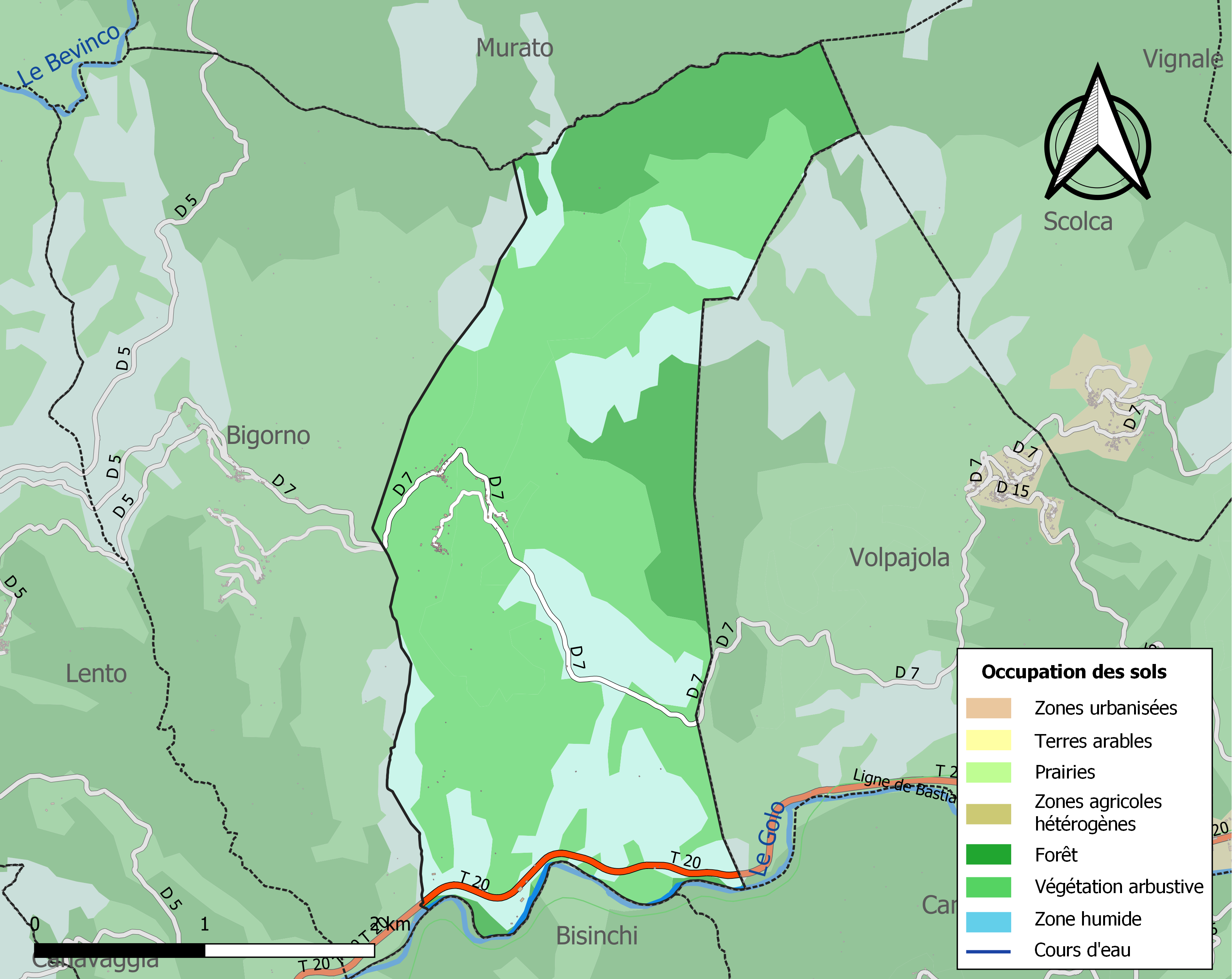
Carte des infrastructures et de l'occupation des sols de la commune en 2018 (CLC).

L'occupation des sols de la commune, telle qu'elle ressort de la base de données européenne d’occupation biophysique des sols Corine Land Cover (CLC), est marquée par l'importance des forêts et milieux semi-naturels (100 % en 2018), une proportion identique à celle de 1990 (100,1 %). La répartition détaillée en 2018 est la suivante : 
milieux à végétation arbustive et/ou herbacée (56,6 %), espaces ouverts, sans ou avec peu de végétation (25,6 %), forêts (17,8 %). L'évolution de l’occupation des sols de la commune et de ses infrastructures peut être observée sur les différentes représentations cartographiques du territoire : la carte de Cassini (XVIIIe siècle), la carte d'état-major (1820-1866) et les cartes ou photos aériennes de l'IGN pour la période actuelle (1950 à aujourd'hui).

### Morphologie urbaine
Le village est ancien, bâti en amphhithéatre le long de l'actuelle RD 7, route prolongeant la RD 5 et qui ensemble, relient en « route corniche » la RN 193 depuis Ponte-Novu (Castello-di-Rostino) à Borgo-Rivinco, passant par tous les villages de la Costiera.
La mairie est située près de l'église Saint-Pierre à Panicale.

### Lieux-dits, hameaux et écarts
La commune de Campitello, outre le village, est principalement composée de trois hameaux de piémont :
- Panicale : C'est le hameau le plus bas (500 m) de la commune, situé au sud-ouest du village, et est desservi par un chemin communal en cul-de-sac. Il est le plus proche de l'église paroissiale Saint-Pierre et de la mairie.
- Bagnolo  (Bagnolu) est le hameau situé au nord de la commune, à une altitude moyenne de 580 m, à la sortie du village par la route RD 7 lorsqu'on se rend à Bigorno. S'y trouve en bordure de route, la chapelle dédiée à Notre-Dame de la Conception.
- Progliolo, qui se situe à la même altitude que le village dont il est tout proche, au sud de celui-ci. Il est également desservi par un chemin communal en cul-de-sac.

On note également Accendi Pipa, un lieu-dit de la commune situé le long du fleuve Golo, connu pour son établissement hôtel-restaurant en bordure de la RN 193.

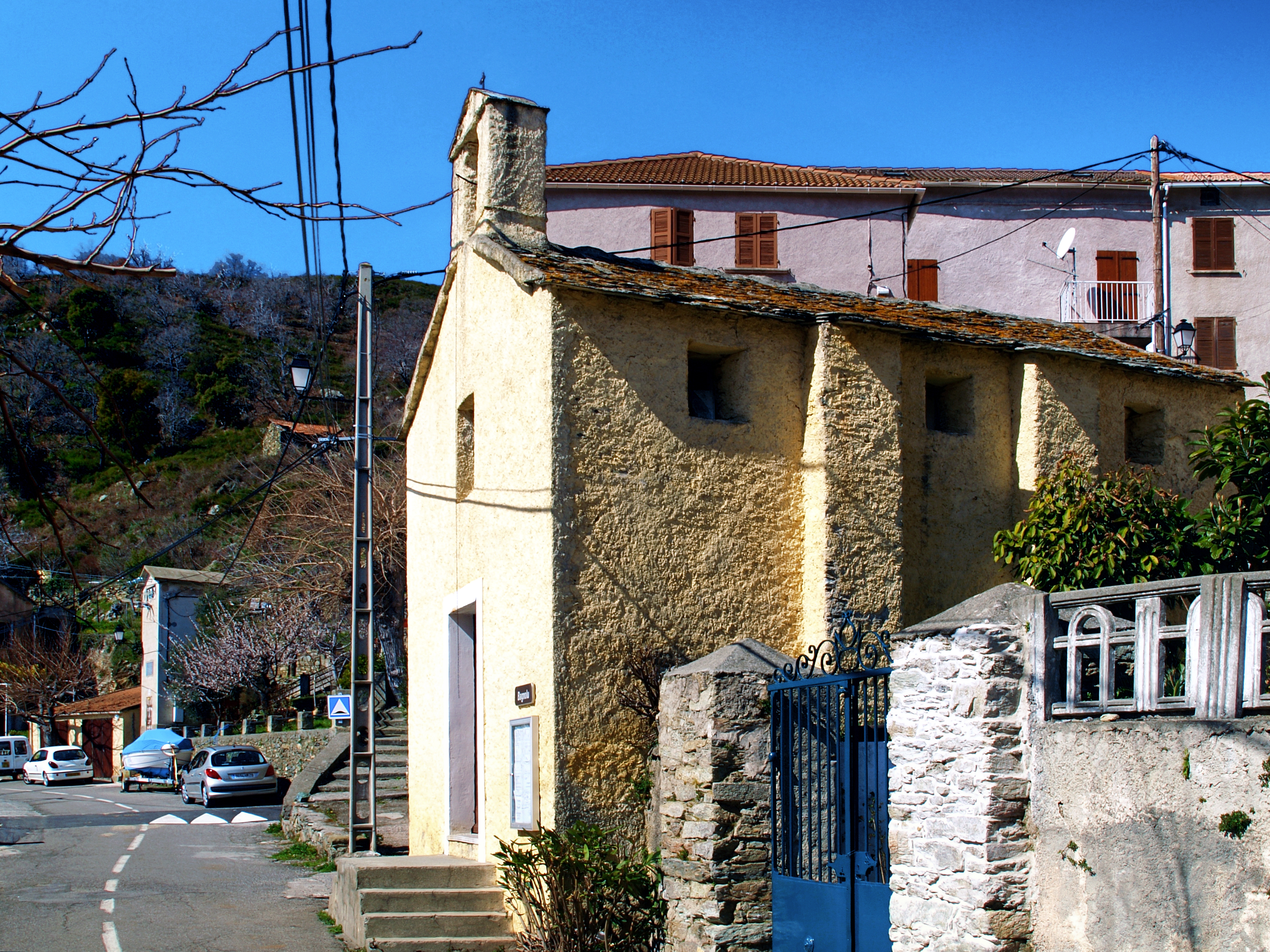
Bagnolo.
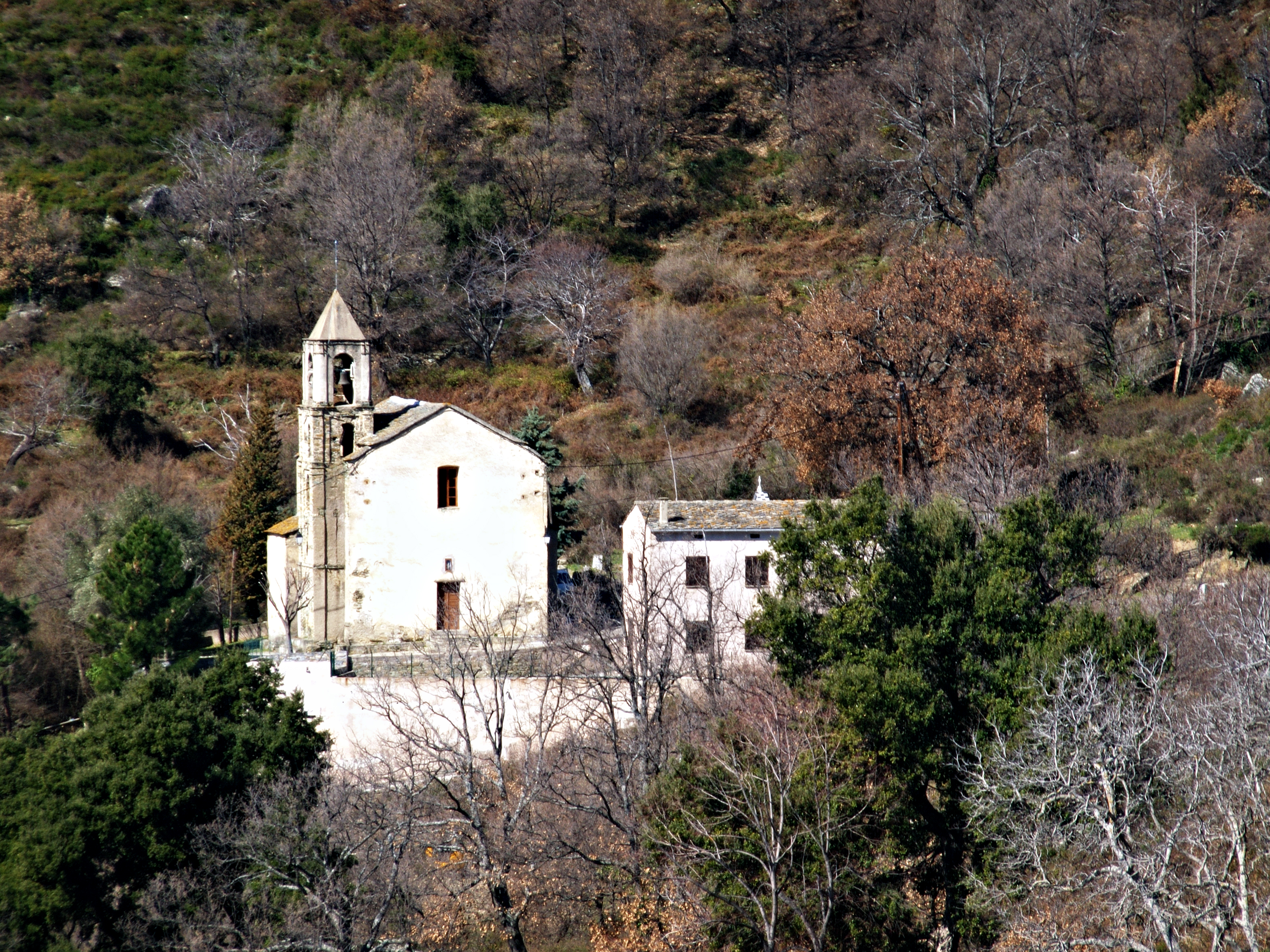
Église Saint-Pierre et mairie.

### Voies de communication et transports
Pour accéder au village de Campitello, il faut obligatoirement passer par Bigorno ou par Volpajola. Il n'existe aucun accès direct au village depuis la RN 193 qui traverse le territoire communal en contrebas, longeant le Golo. Cette situation privilégiée lui a conféré une certaine tranquillité.

## Toponymie
Le nom en corse de la commune est Campitellu /kɑ̃ɱpiˈdellu/[réf. nécessaire].

## Histoire

### Temps modernes

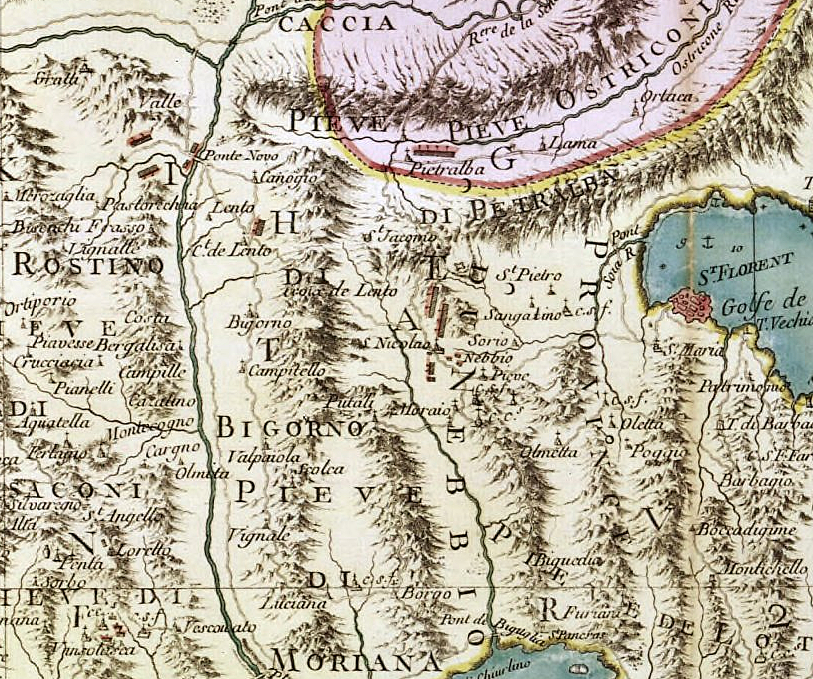
Extrait de la carte militaire concernant le secteur du Tenda en 1768.

Au début du XVIe siècle, la piève de Bigorno avait pour lieux habités les communautés suivantes : Lento, lo Pogio, la Ficagiola, San Marcello, le Tegie, Campitello, lo Panicale, lo Bagnolo, la Volpajola, lo Carcheto, l’Erbagio, la Scolca.
Quoique proche des lieux de bataille (Borgo et Ponte-Novo) en fin de la période de grande révolte des Corses contre Gênes (1729-1769), Campitellu occupe une situation géographique privilégiée qui lui a conféré une certaine tranquillité.
Après le passage de la Corse sous administration française en 1769, la piève devient le canton de Costera en 1793.

## Politique et administration

### Rattachements administratifs et électoraux
La commune se trouve  dans l'arrondissement de Corte du département de la Haute-Corse.
Depuis le 1er janvier 2018, en application de la loi NOTRe du 7 août 2015, la Corse est une collectivité à statut particulier au sens de l’article 72 de la Constitution, de type collectivité territoriale unique (CTU) dénommée « collectivité de Corse » et instituée en lieu et place de la collectivité territoriale de Corse et des collectivités départementales de Corse-du-Sud et de Haute-Corse. Les circonscriptions administratives départementales de Corse-du-Sud et de Haute-Corse, territoires d'exercice des compétences de l'État, restent inchangées ; leurs préfectures sont situées respectivement à Ajaccio et Bastia.
La commune était de 1828 à 1973 le chef-lieu du canton de Campitello,  qui comprenait également celles de Bigorno, Canavaggia, Lento, Scolca et Volpajola. En 1973, celui-ci est réuni avec celui de Campile pour former le canton d'Alto-di-Casaconi,. Dans le cadre du redécoupage cantonal de 2014 en France, cette circonscription administrative territoriale a disparu, et, en Corse, depuis la mise en place de la collectivité territoriale unique, elle n'est plus non plus une circonscription électorale.
Pour l'élection des députés, elle fait partie de la deuxième circonscription de Haute-Corse.

### Intercommunalité
Campitello est membre de la communauté de communes de Marana-Golo, un établissement public de coopération intercommunale (EPCI) à fiscalité propre créé en 2013 et auquel la commune a transféré un certain nombre de ses compétences, dans les conditions déterminées par le code général des collectivités territoriales.

### Liste des maires
| Période                                  | Période                        | Identité                  | Étiquette | Qualité                                                                |
| ---------------------------------------- | ------------------------------ | ------------------------- | --------- | ---------------------------------------------------------------------- |
| Les données manquantes sont à compléter. |                                |                           |           |                                                                        |
|                                          |                                |                           |           |                                                                        |
| 1900                                     | 1908                           | Jean-Fidèle Bagnoli       |           |                                                                        |
| 1908                                     | 1912                           | Paul-Dominique Campocasso |           |                                                                        |
| 1912                                     | 1913                           | Jean-Fidèle Bagnoli       |           |                                                                        |
| 1913                                     | 1914                           | Ours-François Graziani    |           |                                                                        |
| 1915                                     | 1918                           | Achille Bagnoli           |           |                                                                        |
| 1919                                     | 1937                           | Ours-François Graziani    |           |                                                                        |
| 1937                                     | 1941                           | Pierre-François Graziani  |           |                                                                        |
| 1941                                     | 1941                           | Antoine Lorenzi           |           |                                                                        |
| 1941                                     | 1942                           | Sancarco Cipriani         |           |                                                                        |
| 1942                                     | 1943                           | Étienne Campocasso        |           |                                                                        |
| 1943                                     | 1943                           | Charles Clément           |           |                                                                        |
| 1944                                     | 1944                           | Ange Bagnoli              |           |                                                                        |
| 1944                                     | 1944                           | Jean Dionisi              |           |                                                                        |
| 1944                                     | 1945                           | Jean-François Graziani    |           |                                                                        |
| 1945                                     | 1953                           | Guidon Graziani           |           |                                                                        |
| 1953                                     | 1971                           | Pierre Graziani           |           |                                                                        |
| 1971                                     | 1986                           | Don Thomas Ferreri        |           |                                                                        |
| 1986                                     | mars 2023                      | Bernard Graziani          | DVG       | Professeur d'électrotechnique retraité Démissionnaire                  |
| avril 2023                               | En cours (au 30 novembre 2023) | Jean Mazzoni              |           | Profession intermédiaire administrative et commerciale des entreprises |

## Population et société

### Démographie
L'évolution du nombre d'habitants est connue à travers les recensements de la population effectués dans la commune depuis 1800. Pour les communes de moins de 10 000 habitants, une enquête de recensement portant sur toute la population est réalisée tous les cinq ans, les populations de référence des années intermédiaires étant quant à elles estimées par interpolation ou extrapolation. Pour la commune, le premier recensement exhaustif entrant dans le cadre du nouveau dispositif a été réalisé en 2006.

En 2022, la commune comptait 108 habitants, en évolution de −7,69 % par rapport à 2016 (Haute-Corse : +5,15 %, France hors Mayotte : +2,11 %).
| 1800 | 1806 | 1821 | 1831 | 1836 | 1841 | 1846 | 1851 | 1856 |
| ---- | ---- | ---- | ---- | ---- | ---- | ---- | ---- | ---- |
| 332  | 188  | 201  | 233  | 250  | 255  | 251  | 265  | 280  |

| 1861 | 1866 | 1872 | 1876 | 1881 | 1886 | 1891 | 1896 | 1901 |
| ---- | ---- | ---- | ---- | ---- | ---- | ---- | ---- | ---- |
| 272  | 285  | 281  | 304  | 310  | 344  | 433  | 341  | 307  |

| 1906 | 1911 | 1921 | 1926 | 1931 | 1936 | 1946 | 1954 | 1962 |
| ---- | ---- | ---- | ---- | ---- | ---- | ---- | ---- | ---- |
| 301  | 286  | 266  | 292  | 214  | 223  | 224  | 197  | 161  |

| 1968 | 1975 | 1982 | 1990 | 1999 | 2006 | 2011 | 2016 | 2021 |
| ---- | ---- | ---- | ---- | ---- | ---- | ---- | ---- | ---- |
| 143  | 119  | 102  | 91   | 103  | 102  | 115  | 117  | 112  |

| 2022 | - | - | - | - | - | - | - | - |
| ---- | - | - | - | - | - | - | - | - |
| 108  | - | - | - | - | - | - | - | - |

## Culture locale et patrimoine

### Lieux et monuments
- Église paroissiale Saint-Pierre, située à Panicale. L'édifice rénovée, présente des murs en schiste, la pierre locale, moellons et enduits, et est en partie crépie. Son clocher à trois étages, est en pierre apparentes.
- Chapelle de l'Immaculée-Conception de Bagnolu.
- Chapelle Saint-Roch de Panicale.

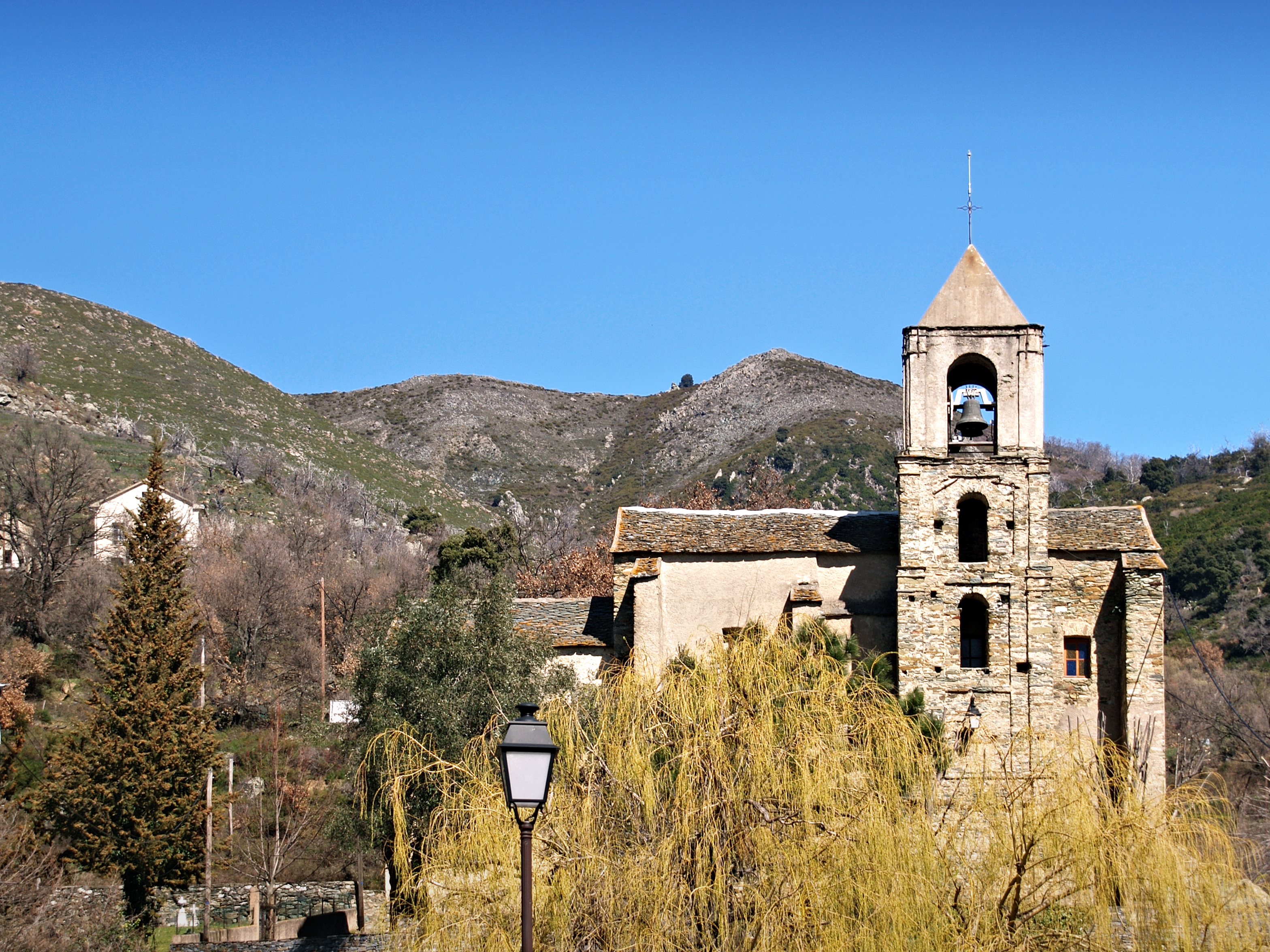
Église Saint-Pierre.
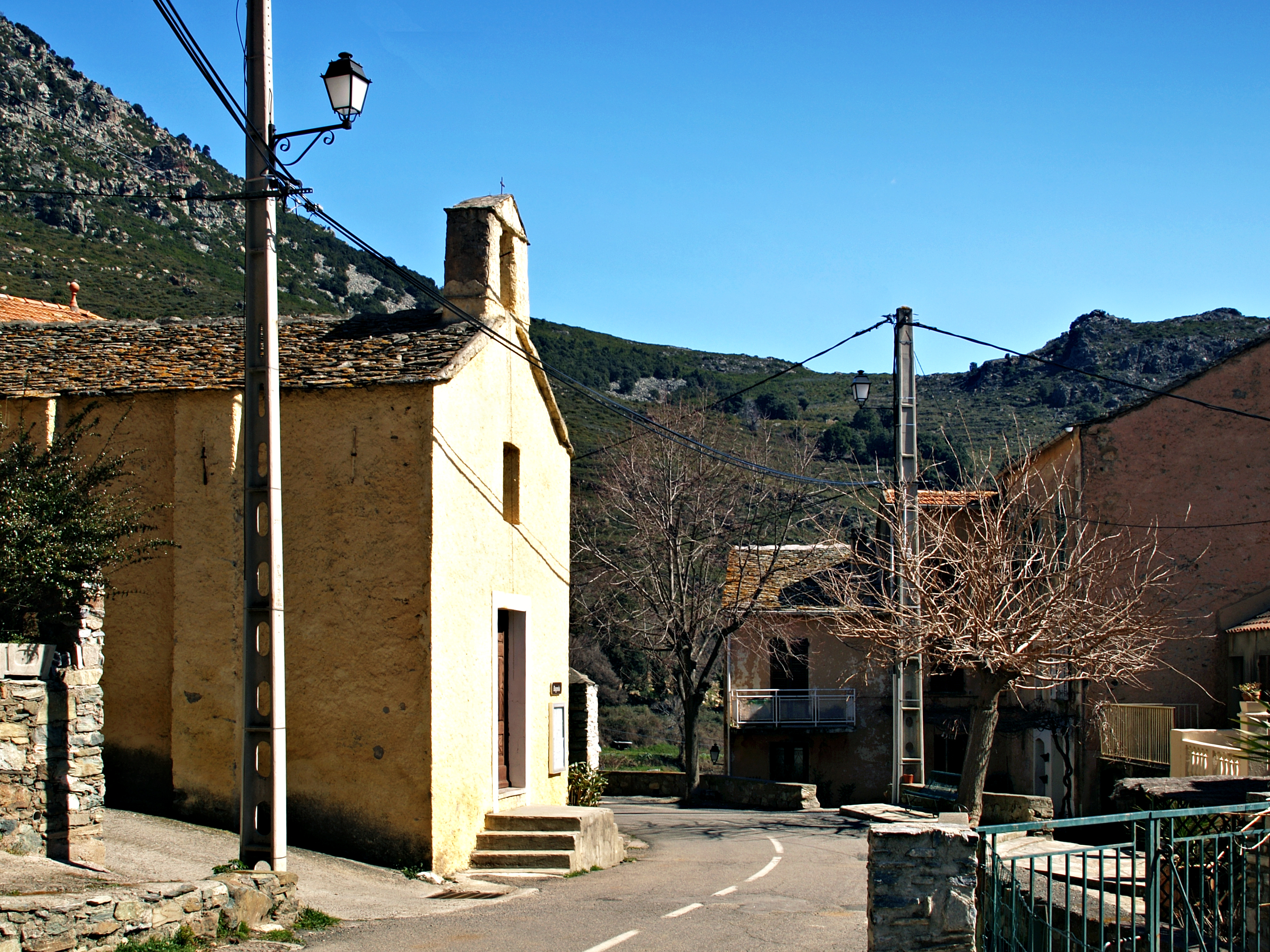
La chapelle de la Conception.
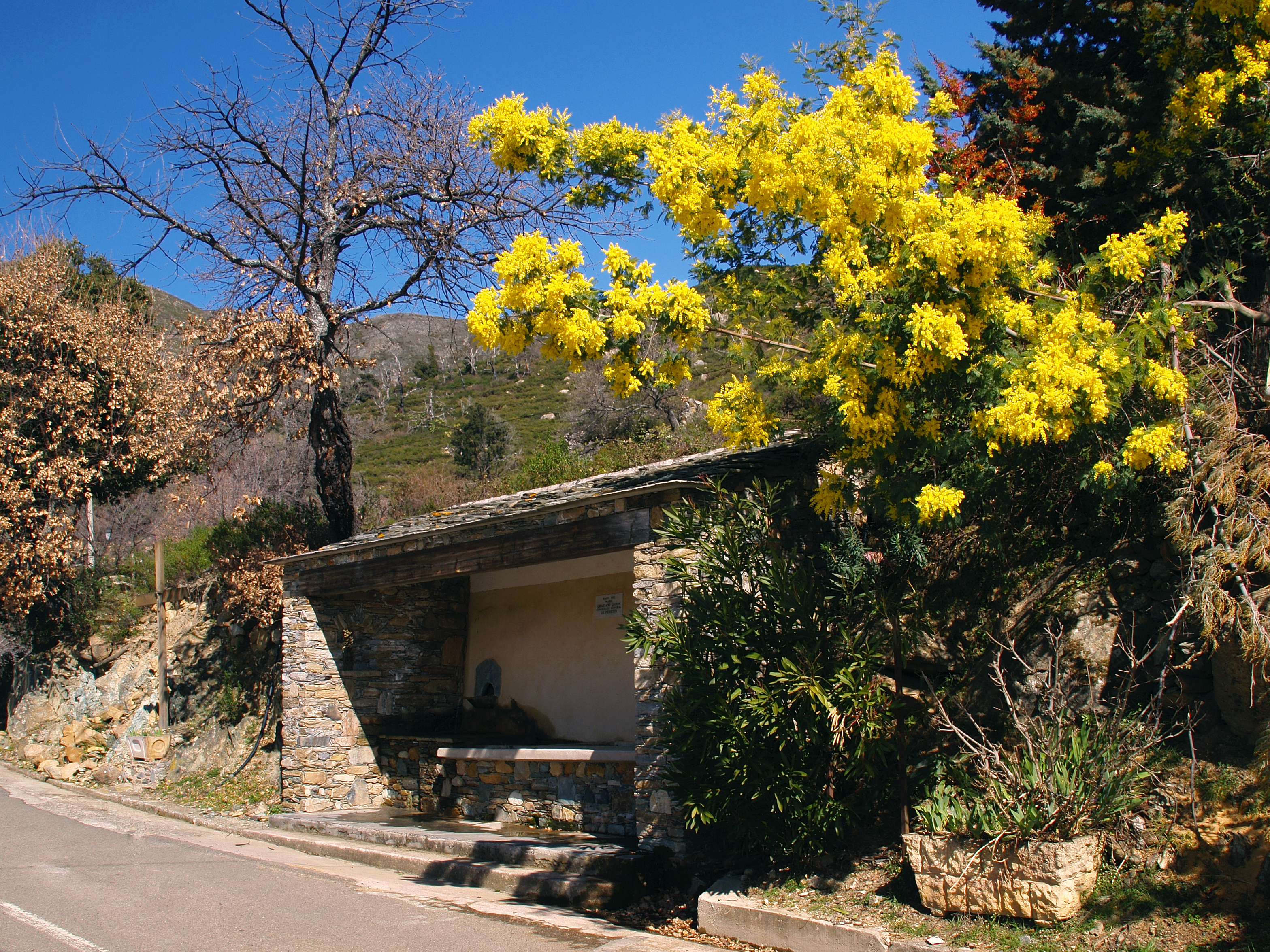
Fontaine-lavoir.

### Le Miracle de la Madonna
Le site de la Madonna est situé en dessous du hameau de Panicale, et est à visiter pour la statue de la Madonna et sa source miraculeuse. Tous les ans, autour du 21 juin, une messe est célébrée et une procession descend jusqu’au rocher des apparitions.
Madeleine Parsi, dite Lélléna est née le 29 novembre 1884 au hameau de Panicale. Le 26 juin 1899, alors qu’elle n’a que 15 ans, elle aperçoit pour la première fois, sur un rocher, la Madonna vêtue de blanc et enveloppée dans un beau manteau bleu ciel. Elle est auréolée d’une clarté éblouissante et lui sourit.
Le 14 août de la même année, la sécheresse s’est installée depuis plusieurs mois et les villageois prient pour trouver de l’eau pour leurs animaux et leurs cultures. C’est alors que de l’humidité apparaît miraculeusement dans l’anfractuosité du rocher où se tenait la Madonna quelques jours auparavant. Un homme creuse à mains nues au pied du rocher et de l’eau jaillit donnant naissance à une source qui coule encore aujourd’hui.
De 1899 à 1912, Madeleine Parsi et d’autres Campitellais sont témoins des apparitions de la Madonna à 34 reprises.
Touchée par la grâce, Madeleine Parsi entre dans la communauté bénédictine en 1921. Elle devient sœur Marie-Catherine et consacre le reste de sa vie à la Madonna.
Le 27 juillet 1928, elle décède à l’hôpital dans de grandes souffrances. Malgré tout, son visage est serein. Au moment de sa mort, une odeur de fleurs envahie la pièce et persiste jusqu’à son enterrement (signe de sainteté dans la religion catholique). Les infirmières la vénèrent alors comme une sainte.
Madeleine Parsi est inhumée dans son village face au rocher des apparitions.